# Antígona (filla d'Èdip)

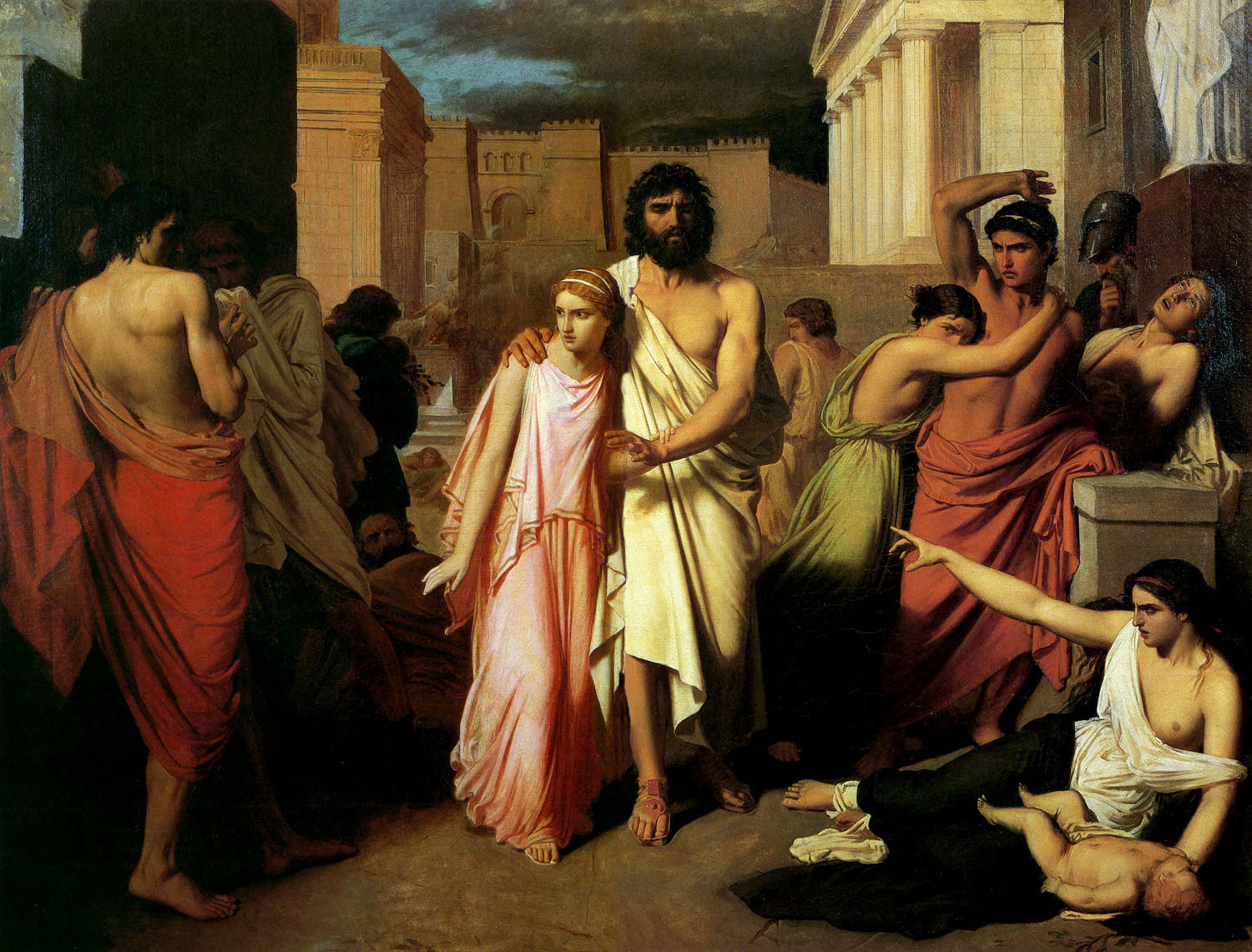
Antígona i Èdip sortint de Tebes

Antígona (grec antic: Ἀντιγόνη) va ser filla d'Èdip (rei de Tebes). Tenia tres germans, dos nois: Etèocles i Polinices, i una germana: Ismene. Les tradicions més antigues la fan filla d'Eurigania, que era filla del rei dels flegieus, un poble de Beòcia. Però, a partir dels tràgics, se la va considerar filla de Iocasta, i fruit de l'incest d'Èdip amb la seva mare.
Quan Èdip va saber els crims que havia comès després de consultar l'oracle de Tirèsias, es va treure els ulls i quedà cec. Va exiliar-se a Tebes per decisió pròpia, pidolant pels camins, i guiat per la seva filla Antígona. Rodant pel món va fer cap a Colonos, a l'Àtica, on va ser recollit per Teseu. Allà Èdip va morir.
Antígona va tornar a Tebes, on va viure amb la seva germana Ismene. Segons la tradició, els dos germans barons d'Antígona es troben constantment lluitant pel tron de Tebes, a causa d'una maledicció que el seu pare havia llançat contra ells.
Se suposava que Etèocles i Polinices governaven el tron periòdicament, però, en algun moment, Etèocles va decidir quedar-se en el poder després de complir el seu mandat, fet que va desencadenar una guerra, ja que Polinices, ofès, va buscar ajuda en una ciutat veïna, va construir un exèrcit i va tornar a la ciutat per reclamar el que era seu. A la guerra dels set Cabdills, (descrita per Èsquil a la tragèdia els Set contra Tebes), Etèocles, rei de Tebes defensava la ciutat. Polinices amb l'exèrcit argiu, l'atacava.
En els combats que es van produir a les portes de la ciutat, els dos germans es van matar mútuament, tal com s'havia predit. Llavors Creont, que era oncle d'Etèocles i Polinices, es va convertir en rei de Tebes i va organitzar uns funerals solemnes per a Etèocles, però va dictaminar que, per haver traït la seva pàtria, Polinices no seria enterrat dignament i se’l deixaria als afores de la ciutat, per ser devorat pels corbs.
Els honors fúnebres eren molt importants per als grecs perquè l'ànima d'un cos que no era enterrat estava condemnada a vagar per la terra eternament. Per això Antígona es va negar a obeir l'ordre i, d'amagat, va decidir enterrar el seu germà Polinices i celebrar sobre el seu cos els corresponents rituals, rebel·lant-se així contra Creont, que a més era sogre seu, ja que estava promesa amb Hemó, fill del rei.
La desobediència comportà per a Antígona la seva condemna a mort, i va ser tancada viva a la tomba dels Labdàcides, els descendents de Làbdac, de qui ella també descendia. A la seva presó de pedra, Antígona es va penjar.
Per altra banda, Hemó, en veure morta la seva promesa, després d'intentar matar el seu pare, es va suïcidar abraçat a Antígona; mentrestant, Eurídice, esposa de Creont i mare d'Hemó, se suïcidà també, en saber que el seu fill havia mort. Les morts d'Hemó i Eurídice provocaren un profund patiment a Creont, el qual finalment s'adonà del seu error.